# Ungarische Lloyd Flugzeug- und Motorenfabrik
Die Ungarische Lloyd Flugzeug- und Motorenfabrik AG (Magyar Lloyd Repülőgép és motorgyár Részvény-Társaság) war ein ungarischer Flugzeughersteller während des Ersten Weltkrieges und in der Zwischenkriegszeit.
Das Unternehmen wurde am 27. Jänner 1913 als Ungarische Lloyd Automobil- und Motorenfabrik AG gegründet. Die Zentrale befand sich in Budapest, während sich die Produktionsstätten nördlich von Budapest, in Aszód in einem ehemaligen Knabenpensionat befand. Bereits im April 1914 wurde jedoch die Produktion und auch damit verbunden der Name des Unternehmens auf Ungarische Lloyd Flugzeug- und Motorenfabrik AG geändert, da die Herstellung von Autos nicht rentabel erschien. Bereits im Mai 1914 wurde die Produktion begonnen. Generaldirektor wurde der Oberleutnant in Ruhe Heinrich Bier. Er war es, der auf dem ersten in Ungarn erzeugten Flugzeug, der Lloyd LS-1, in Aspern bei einem Flugmeeting 1914 vier Höhenweltrekorde aufstellte.
Es traten dem Unternehmen auch die Deutschen Flugzeug-Werke bei und schickten Fachleute nach Budapest. Zu Beginn wurden dabei Teile für die DFW B.I nach Aszód geliefert. Sie waren für den Einsatz der K.u.k. Luftfahrtruppen geplant. Motoren wurden im Werk tatsächlich keine gebaut. Technischer Direktor war Tibor Melczer von der Technischen Universität Budapest.
Kriegsbedingt wurde das Unternehmen ständig erweitert und neue Hallen wurden in Aszód gebaut. Das Gelände umfasste eine Fläche von sechs Katastraljoch. In der Nähe des Werkes befand sich auch ein Flugplatz mit einer Startbahn von einem Kilometer Länge. Hier konnten die Flugzeuge erprobt und eingeflogen werden. Für die Mitarbeiter wurde ein Einkaufsmarkt, Arbeiterheim und Wohnbaracken errichtet. Für Friedenszeiten war auch bereits eine Wohnsiedlung mit Villen geplant. Während des gesamten Krieges betrug die Produktion 287 Flugzeuge (1915: 32, 1916: 65, 1917: 84, 1918: 104 Stück) der Type Lloyd C.
Nach dem Vertrag von Trianon war der weitere Bau von Flugzeugen verboten, so dass die Produktion auf Möbel und Karosserieteile umgestellt wurde. 1923 wurde auf die Papierproduktion umgestellt. Der Name lautete Ungarische Lloyd Papierfabrik AG. Da diese Produktion auch nicht erfolgreich war, musste das Werk 1926 schließen. Tibor Melczer kehrte als Dozent und an die Technische Hochschule als Stellvertreter von Donáth Bánki zurück. Im Jahr 1936 starb der Flugzeugkonstrukteur.